# Vesse-de-loup hérisson
Lycoperdon echinatum
Espèce
La Vesse-de-loup hérisson, vesse-de-loup hérissée ou vesse-de-loup épineuse (Lycoperdon echinatum) est une espèce de champignons basidiomycètes de la famille des Agaricaceae (ou des Lycoperdaceae selon les classifications).

## Description
Sporophore globuleux de 3 - 5 cm recouvert d'aiguillons brun-roux se détachant facilement au toucher. Le stipe est très court. La gleba d'abord blanche devient brunâtre puis plus foncée lors de la maturation des spores.

## Habitat
Dans les bois de feuillus, souvent hêtres (Fagus), en été et automne.

## Comestibilité
Médiocre et uniquement à l'état jeune.